# Megomphicidae
Megomphicidae zijn een familie van weekdieren uit de klasse van de Gastropoda (slakken).

## Taxonomie
De volgende geslachten zijn bij de familie ingedeeld:
- Ammonitella J. G. Cooper, 1868
- Glyptostoma Bland and W. G. Binney, 1873
- Megomphix H. B. Baker, 1930
- Polygyrella W. G. Binney, 1863
- Polygyroidea Pilsbry, 1930